# Grammia oithona
Grammia oithona är en fjärilsart som beskrevs av Streck. 1878. Grammia oithona ingår i släktet Grammia och familjen björnspinnare. Inga underarter finns listade i Catalogue of Life.